# Sixty Glorious Years
Sixty Glorious Years ist ein britischer Historien- und früher Farbfilm aus dem Jahre 1938. Unter der Regie und Produktion von Herbert Wilcox spielen Anna Neagle und Adolf Wohlbrück (im Exil als Anton Walbrook) das royale, britisch-deutsche Königspaar Viktoria und Albert von Sachsen-Coburg-Gotha.

## Handlung
Der in Technicolor gedrehte Film – auf Deutsch: Sechzig glorreiche Jahre – ist eine Ergänzung zu dem im Vorjahr 1937 gedrehten Wilcox-Film Königin Viktoria. In prachtvoller Aufmachung werden weitere Szenen aus dem langen Leben der britischen Monarchin erzählt. Während der zeitliche Rahmen beim ersten Film die Jahre 1837 bis 1901 umfasste, waren es bei diesem Film die Jahre 1840 bis 1901.

## Produktionsnotizen
Die Welturaufführung von Sixty Glorious Years fand am 14. Oktober 1938 in London statt. In den USA lief der Film am 11. November unter dem Titel Queen of Destiny an, weitere Aufführungsländer bis zum Jahresende 1939 waren Frankreich, Portugal, die Niederlande, Schweden, Finnland und Dänemark. In deutschsprachigen Ländern wurde er hingegen nie gezeigt.
Bei Grete Wegener in der Rolle der Baronin Lehzen handelt es sich um Paul Wegeners Ehefrau Greta Schröder, die für diese Rolle zweimal (1937 und 1938) vom deutschen Propagandaminister Goebbels eine Ausreisegenehmigung nach England erhalten hatte.
Gedreht wurde unter anderem im Buckingham Palace, auf Schloss Windsor, auf Balmoral Castle, Schottland, und in Aberdeenshire. Die Atelieraufnahmen entstanden in den London Film Studios sowie in den Denham Studios.
Beide Victoria-Filme wurden 1942 als Einteiler unter dem Titel Queen Victoria erneut in die britischen Kinos gebracht.

## Kritiken
Variety resümierte 1938: „One of the most artistic and expensive films made in England.“
Der Movie & Video Guide meint: „Neagle‘s follow-up to VICTORIA THE GREAT is a repeat of her fine Performance as England‘s legendary queen; good production values.“
Halliwell‘s Film schrieb: „A stately pageant apparently composed of material which couldn‘t be fitted into the previous year‘s black-and-white success Victoria the Great. Fascinating, though the camera work is not very nimble“.